# J'aime la BD !
J'aime la BD ! est un magazine bimestriel de bandes dessinées destiné à la jeunesse lancé par le groupe de presse français Bayard en septembre 2004. La tranche d'âge visée est celle des 8-13 ans.
J'aime la BD ! publie notamment les bandes dessinées parues dans d'autres publications du groupe Bayard comme Sardine de l'espace du magazine DLire, Tom-Tom et Nana de J'aime lire, Ariol (paru dans DLire et J'aime Lire), mais aussi des séries originales. Les BD couvrent tous les genres, de l’aventure au policier en passant par l’heroic fantasy et la vie de tous les jours. 
Le magazine est imprimé en dos carré collé en format 19 x 25 cm sur 112 pages. 